# Мужилівська діброва
«Мужилівська діброва» — ботанічна пам'ятка природи місцевого значення в Україні. Пам'ятка природи розташована на території Тернопільського району Тернопільської області, с. Мужилів, Підгаєцьке лісництво, кв. 26 в. 7, лісове урочище «Сирота».
Площа — 18,00 га, статус отриманий у 2000 році.